# Michelle McIlveen
Michelle McIlveen (Newtownards, 21 gennaio 1971) è una politica nordirlandese unionista.
È stata eletta nel 2007 all'Assemblea dell'Irlanda del Nord con il Partito Unionista Democratico (DUP) per Strangford. È stata ministro dell'agricoltura, dell'ambiente e degli affari rurali dal 2016 fino al fallimento dell'esecutivo dell'Irlanda del Nord nel gennaio 2017. Segretaria generale del DUP dal 2008, è stata ministro dell'Istruzione dal giugno 2021 all'ottobre 2022

## Biografia
Nata a Newtownards, Belfast, ha frequentato il Methodist College di Belfast e successivamente la Queen's University Belfast, dove ha conseguito un Master in politica irlandese e successivamente ancora un Postgraduate Certificate in Education, la qualifica necessaria per insegnare nella maggior parte del Regno Unito. 
Ha insegnato storia e politica alla Grosvenor Grammar School di East Belfast per diversi anni prima di dedicarsi alla politica a tempo pieno.

## Carriera politica
McIlveen è stata eletta per la prima volta nel Consiglio comunale di Ards nel 2005. È poi diventata MLA per Strangford nel 2007, carica che ha ricoperto da allora. Il suo ufficio elettorale è a Comber.
McIlveen è stata sottosegretario nell'ufficio del primo ministro e vice primo ministro dall'11 maggio 2015 al 28 ottobre 2015. Il 1º settembre 2015, il ministro del Partito Unionista dell'Ulster (UUP) Danny Kennedy ha rassegnato le dimissioni dal Dipartimento per lo sviluppo regionale dopo la decisione del suo partito di ritirarsi dall'esecutivo dell'Irlanda del Nord (a causa delle accuse sulla continuazione dell'esistenza dell'IRA provvisoria da parte del Police Service of Northern Ireland Chief Constable George Hamilton).
McIlveen è stata nominata ministro per questo dipartimento, con Emma Little-Pengelly che l'ha sostituita come sottosegretario.
McIlveen è stata poi ministro dell'agricoltura, dell'ambiente e degli affari rurali dal 2016 fino al crollo dell'esecutivo dell'Irlanda del Nord nel gennaio 2017.
Il 14 giugno 2021, McIlveen, ex insegnante, è stata nominata ministro dell'Istruzione dal leader del DUP Edwin Poots. Rimase in carica sotto la guida di Sir Jeffrey Donaldson.